# John Cooper (tengerészgyalogos)
John Laver Mather Cooper (Dublin, 1828. július 24. – ?, 1891. augusztus 22.) az amerikai tengerészgyalogság tagja volt.  

## Pályafutása
Egyike annak a 19 személynek, akiket kétszer tüntettek ki a Medal of Honorral. 
Az elsőt a Mobile Bay-i csata során a USS Brooklyn fedélzetén mutatott bátorságáért kapta 1864. augusztus 5-én. A másodikat akkor, amikor kimentett egy embert a tűzből 1865. április 26-án. 
Brooklynban a Cypress Hills Nemzeti Temetőben nyugszik.